# Episodi di Hudson & Rex (quarta stagione)
La quarta stagione della serie televisiva Hudson & Rex, composta da 16 episodi, è stata trasmessa sul canale canadese Citytv dal 7 ottobre 2021 al 19 aprile 2022.
In Italia i primi cinque episodi della stagione sono stati trasmessi in prima visione assoluta su Rai 3 dal 5 agosto al 2 settembre 2022 in seconda serata. I restanti episodi sono stati trasmessi in prima visione assoluta su Rai Premium dal 17 gennaio al 14 febbraio 2023.
| nº | Titolo originale       | Titolo italiano             | Prima TV Canada  | Prima TV Italia  |
| -- | ---------------------- | --------------------------- | ---------------- | ---------------- |
| 1  | Sid and Nancy          | Subdolo inganno             | 7 ottobre 2021   | 5 agosto 2022    |
| 2  | Oops I Bit It Again    | Una canzone per te          | 14 ottobre 2021  | 12 agosto 2022   |
| 3  | Rex Marks the Spot     | Il tesoro del pirata        | 21 ottobre 2021  | 19 agosto 2022   |
| 4  | Leader of the Pack     | Paura nel bosco             | 28 ottobre 2021  | 26 agosto 2022   |
| 5  | Rex to Riches          | Solo per vendetta           | 4 novembre 2021  | 2 settembre 2022 |
| 6  | Dead Man's Bridge      | Un'operazione esplosiva     | 11 novembre 2021 | 17 gennaio 2023  |
| 7  | A Stab in the Dark Web | Amore criminale             | 18 novembre 2021 | 24 gennaio 2023  |
| 8  | Sudden Death           | L'ultima partita            | 25 novembre 2021 | 24 gennaio 2023  |
| 9  | Impawster Syndrome     | Niente è come sembra        | 6 gennaio 2022   | 24 gennaio 2023  |
| 10 | Blood & Diamonds       | Sangue e diamanti           | 13 gennaio 2022  | 31 gennaio 2023  |
| 11 | Capital Punishment     | Eroe per un giorno          | 20 gennaio 2022  | 31 gennaio 2023  |
| 12 | No Man Is an Island    | Nessun uomo è un'isola      | 22 marzo 2022    | 31 gennaio 2023  |
| 13 | Roses of Signal Hill   | Le tre rose                 | 29 marzo 2022    | 7 febbraio 2023  |
| 14 | Roll the Bones         | Il dado è tratto            | 5 aprile 2022    | 7 febbraio 2023  |
| 15 | Nightmare on Water St. | La morte arriva dal passato | 12 aprile 2022   | 14 febbraio 2023 |
| 16 | Dog Days are Over      | Un nuovo inizio             | 19 aprile 2022   | 14 febbraio 2023 |

## Subdolo inganno
- Titolo originale: Sid and Nancy
- Diretto da: Gary Harvey
- Scritto da: Peter Mitchell

### Trama
Quando due escursionisti vengono trovati uccisi vicino a un remoto sentiero costiero, la squadra si pone alla ricerca di una coppia di fuggitivi sospettati in una serie di macabri omicidi in campeggio, ma presto scopre che il delitto è legato a qualcuno del posto. 
- Ascolti Italia: telespettatori 394.000 – share 4,20%[2]

## Una canzone per te
- Titolo originale: Oops I Bit It Again
- Diretto da: Eleanore Lindo
- Scritto da: Mary Pedersen

### Trama
La squadra scopre le lealtà distorte che si formano quando i legami personali si intrecciano con le trappole della fama, grazie al caso di una giovane pop star, Mia Jerome, sospettata di aver ucciso il suo fidanzato, Zaid Basheer. La vicenda si rivelerà assai più contorta del previsto. Mia, infatti, viene richiusa contro la sua volontà in una clinica per disintossicarsi ma la ragazza non ne ha bisogno.
Vuole solo vivere la sua vita, senza essere manipolata da nessuno. Il fidanzato Zaid, un giovane insegnante lontano dal mondo dello show business, l'aveva capito e voleva aiutarla.
E probabilmente è stato ucciso per questo. 
Tanto il titolo originale (che rimanda ad una nota hit della cantante canadese "Oops!... I Did It Again") quanto la trama dell'episodio si ispirano chiaramente alla nota vicenda di Britney Spears.
- Ascolti Italia : telespettatori 247.000 – share 2,50%[3]

## Il tesoro del pirata
- Titolo originale: Rex Marks the Spot
- Diretto da: Gary Harvey
- Scritto da: Joseph Milando

### Trama
Durante un'escursione nella baia, Donovan e un suo amico trovano il cadavere di un giornalista che di recente aveva scritto un articolo contro i cercatori di tesori dei pirati. Mentre Charlie e Rex indagano in profondità per individuare l'assassino, si imbattono nell'ex moglie di Charlie, autrice di una biografia del pirata Eaton. 
- Ascolti Italia : telespettatori 166.000 – share 2,40%[4]

## Paura nel bosco
- Titolo originale: Leader of the Pack
- Diretto da: Eleanore Lindo
- Scritto da: Keri Ferenc

### Trama
Sarah si imbarca in un'avventura in mezzo al bosco, durante la quale si trova a dover affrontare un killer che vuole uccidere una delle partecipanti. Intanto, Charlie e Rex indagano sull'omicidio di un professore universitario incaricato di effettuare la valutazione ambientale di un terreno. 
- Ascolti Italia : telespettatori 286.000 – share 2,80%[5]

## Solo per vendetta
- Titolo originale: Rex ti Riches
- Diretto da: Gary Harvey
- Scritto da: Keri Ferenc

### Trama
Una esperta del mercato azionario, amica del vicecapo della polizia, viene derubata dell'incasso di una sua conferenza, custodito in una stanza ritenuta sicura. Charlie e Rex scoprono che il furto è stato compiuto da un ladro davvero sorprendenteː un cane passato attraverso il condotto di aerazione. 
- Ascolti Italia : telespettatori 363.000 – share 3,60%[6]

## Un'operazione esplosiva
- Titolo originale: Dead Man's Bridge
- Diretto da: Gary Harvey
- Scritto da: Ken Cuperus

### Trama
Dopo che un camion che trasportava nitroglicerina è stato dirottato da una banda di criminali, Charlie e Rex affrontano una corsa contro il tempo per evitare una esplosione.

## Amore criminale
- Titolo originale: A Stab in the Dark Web
- Diretto da: Bosede Williams
- Scritto da: Bosede Williams e Jennifer Kassabian

### Trama
Una vecchietta che coltivava funghi allucinogeni nella sua serra viene trovata morta. Mentre la squadra indaga negli oscuri meandri del dark web, Charlie e Rex cercano di proteggere un testimone nella loro casa.

## L'ultima partita
- Titolo originale: Sudden Death
- Diretto da: Bosede Williams
- Scritto da: Derek Schreye

### Trama
Il nuovo e celebre fuoriclasse russo della squadra di hockey Ice Pirates viene trovato morto assassinato la mattina dopo aver festeggiato con altri compagni. Charlie e Jesse non sono d'accordo sul principale sospettato dell'omicidio.

## Niente è come sembra
- Titolo originale: Impawster Syndrome
- Diretto da: Sharon Lewis
- Scritto da: Keri Ferencz e Joseph Miland

### Trama
La squadra di Major Crimes è costretta a rivoltarsi contro Jesse quando diventa il principale sospettato di una rapina in banca. Jesse è accusato di omicidio ma la polizia di St. John's cerca di indagare e scagionarlo da tutte le colpe. Charlie e Sarah vanno a perquisire l'appartamento di Jesse e lì trovano una donna, la sua fidanzata. Viene trovata la pistola con cui è stato commesso l'omicidio ma la ragazza sostituta di Jesse gli cede il posto e Jesse trova un sito che permette, grazie a varie foto di modificare il volto e alla fine trovano il colpevole e lo arrestano.

## Sangue e diamanti
- Titolo originale: Blood & Diamonds
- Diretto da: Sharon Lewis
- Scritto da: Mary Pedersen

### Trama
Dopo che un diamante grezzo viene trovato sulla scena del crimine di un omicidio, Major Crimes organizza un appostamento per abbattere i sospetti contrabbandieri di gemme. Una connessione segreta con la squadra minaccia di far deragliare le indagini.

## Eroe per un giorno
- Titolo originale: Capital Punishment
- Diretto da: Felipe Rodriguez
- Scritto da: Derek Schreyer

### Trama
Charlie e Rex ricevono un premio per l'eroismo mentre Major Crimes indaga su una minaccia estremista. Rex viene avvelenato e la squadra di Charlie indaga su chi possa essere stato mentre Charlie e Rex cercano di scoprire se proveranno a fare altre mosse all'interno della hall of heroes e scopriranno che all'interno di un carrello era stata messa una bomba. Nel frattempo, cresce sempre più il rapporto tra Charlie e Sarah. Quest'ultima, nonostante il legame con Micheal, appare molto più interessata e coinvolta da ciò che accade a Charlie, sentendo l'esigenza di mantenere con lui un intenso contatto telefonico.

## Nessun uomo è un'isola
- Titolo originale: No Man Is an Island
- Diretto da: Felipe Rodriguez
- Scritto da: M.T. Diallo

### Trama
Charlie, Rex e Sarah si recano in una comunità isolana isolata coinvolta in una disputa sul reinsediamento. Donovan cerca di impedire a un agente di polizia britannico di far deragliare le indagini. Durante le indagini i sentimenti finora tenuti nascosti, che legano Charlie e Sarah, iniziano ad affiorare, e i due vivono un intenso momento di vicinanza che rende evidente come il loro rapporto non sia più una semplice amicizia, ma si sia trasformato in amore.  Sarah, spaventata da questo cambiamento, sembra voler reprimere i sentimenti che prova, imponendosi di portare avanti la sua storia con Michael; e così, tornati a St. John dopo aver risolto il caso, Sarah parte con Michael per un fine settimana fuori, e in un dialogo con Charlie, entrambi ribadiscono che continueranno ad essere sempre e solo amici.. seppure nessuno dei due ne è davvero convinto.

## Le tre rose
- Titolo originale:  Roses of Signal Hill
- Diretto da: Deanne Foley
- Scritto da: Jennifer Kassabian

### Trama
Il ruolo da protagonista di Rex in uno spot televisivo viene interrotto dall'omicidio di uno dei dirigenti dell'agenzia pubblicitaria.

## Il dado è tratto
- Titolo originale:  Roll the Bones
- Diretto da: Felipe Rodriguez
- Scritto da: Vivian Lin

### Trama
Dopo che il proprietario di una società di costruzioni viene trovato morto, Charlie e Rex rintracciano l'assassino in un casinò sotterraneo. Major Crimes va sotto copertura per risolvere il caso.
Durante questa missione, si ritrova coinvolto anche Michael, che non vuole rivelare a Charlie e Sarah il motivo della sua presenza nel casinò clandestino, facendo temere un suo coinvolgimento nell'omicidio. Alla fine si scoprirà che Michael non è coinvolto ma stava semplicemente cercando di aiutare la sua ex fidanzata, sorella dell'uomo trovato morto, e si era rifiutato di collaborare perché non voleva raccontare nulla senza il consenso della ragazza. E nel chiarire la vicenda, Michael coglie l'occasione per chiedere a Sarah se Charlie sia stato un suo ex fidanzato poiché ha notato una particolare sintonia tra loro e questo lo ha reso molto geloso. Sarah lo rassicura dicendo che non c'è mai stato nulla, e i due si abbracciano, sotto lo sguardo triste e affranto di Charlie.

## La morte arriva dal passato
- Titolo originale:  Nightmare on Water St.
- Diretto da: Felipe Rodriguez
- Scritto da: Mary Pedersen

### Trama
Approfittando della festa del Martedì grasso, un assassino mascherato compie una serie di omicidi. Entra in casa della vittima e, approfittando del fatto che la ragazza era andata a cambiarsi uccide il ragazzo ma la squadra di Hudson trova sulla scena del crimine una telecamera nascosta in una bottiglia di vino e scoprono che aveva registrato anche l'omicidio e vedono che il killer si è fatto vedere facendosi alzare la maschera dalla vittima. in seguito, dopo tante indagini sono già state uccise tre persone che facevano parte della squadra di rugby così mentre Charlie e Sarah erano andati a parlare con un ex giocatore di rugby che era stato spinto sul tetto da una persona mascherata Jessie va a casa dell'allenatore di rugby che ha un figlio che è stato scartato alle selezioni. Il padre e il figlio scesero nella cantina per prendere delle foto della squadra, Jessie fa un giro per casa e vede un manichino con il vestito che indossa il killer. Ad un tratto Jessie scende nella cantina e vede il figlio dell'allenatore che sta accoltellando il padre. Jessie preso dal panico scappa e cerca di bloccare l'assassino ma egli scappa dalla finestra e raggiunge l'ospedale dove era stato ricoverato il ragazzo che non è riuscito ad uccidere ma Rex arriva in tempo e salva il ragazzo.

## Un nuovo inizio
- Titolo originale:  Dog Days are Over
- Diretto da: John Vatcher
- Scritto da: Joseph Milando

### Trama
Quando l'agente Maya Power e il suo partner K9 Rebel vengono violentemente attaccati in risposta a una chiamata su un'irruzione in un magazzino, la Major Crimes entra in azione. Tutta la squadra, profondamente legata a Rex, è emotivamente coinvolta nel caso, ma Charlie più di tutti vuole scoprire il colpevole, tanto da far dubitare i suoi colleghi e amici della sua capacità di giudizio nell'indagine. Inizialmente si pensa che il colpevole sia un senzatetto, che, per non essere fermato da Maya e Rebel, ha aggredito entrambe, ma la verità si rivelerà essere un'altra: il responsabile dell'aggressione è Bob, ex compagno di Maya, che, ossessionato da lei, non accetta la fine della loro relazione e ritiene Rebel responsabile della loro rottura, visto il profondo legame tra la sua ex e il cane. Ad indagine conclusa, Charlie va da Sarah per chiarirsi con lei dopo un piccolo scontro avuto in precedenza, e trova finalmente il coraggio di dichiarare il suo amore, confessandole che se in passato ha fatto un gesto avventato e un po' stupido come quello di baciare una ragazza coinvolta in un caso da risolvere, è stato soltanto perché sapeva di non poter avere lei; tuttavia, credendo di non essere ricambiato, le dice che va bene così e che tutto ciò che desidera è vederla felice. Sarah ammette a se stessa di essere innamorata di Charlie e dopo aver lasciato Michael corre da lui. I due si guardano a lungo, lasciando intuire che da quel momento avrà inizio la loro storia d'amore.